# Mury obronne w Złotoryi
Mury obronne w Złotoryi – ciąg murów obronnych z kamienia został wzniesiony w XIV wieku na miejscu wcześniejszych obwarowań drewniano – ziemnych z XIII stulecia. W początkach XV wieku wzniesiono dodatkowy zewnętrzny pierścień murów oraz wzmocniono baszty łupinowe i dwie bramy: Dolną czyli Legnicką i Górną zwaną Kowalską, nieco później przebito furty Wilczą i Solną.  Główne bramy chronione były przez wieże przybramne.
W latach 1822–23 zawaliły się założenia bramne, zastąpiono je wówczas drewnianymi furtami. Niszczejącą fortyfikację zaczęto rozbierać. Zezwolenie na rozebranie murów miejskich mieszczanie złotoryjscy uzyskali dopiero w 1863 r. W ostatniej ćwierci wieku XIX podjęto działania mające na celu ochronę murów miejskich. W okresie powojennym sukcesywnie przeprowadzano prace rewaloryzacyjne przy umocnieniach miejskich. Prace zabezpieczająco-porządkowe południowo-wschodniego odcinka murów przeprowadzono w 1964 r.: wzmocniono koronę, uzupełniono istniejące wyrwy oraz uporządkowano otaczający je teren. Obecnie w zachowany odcinek murów u wylotu ulic Staromiejskiej i M. Konopnickiej wmurowano detale architektoniczne z rozbieranych domów mieszczańskich, m.in. archiwoltę portalu z datą 1591 i gmerkiem mieszczańskim.